# Финал на Световното първенство по футбол 2010
Финалът на Световното първенство по футбол 2010 е футболен мач, проведен на 11 юли 2010 г. на стадион „Сокър Сити“ в Йоханесбург, за да определи шампиона на Световното първенство по футбол 2010. Участниците са Испания и Нидерландия.
И двата отбора се бореха за първата си световна титла. Испания побеждава Нидерландия с гол на Андрес Иниеста в 116-та минута. Въпреки това, той остава 3-ти за Златната топка топка по-късно тази година и за втори  пореден път Лионел Меси я взима.Нидерландия губят на финала през 1974 и 1978, докато най-доброто представяне на Испания е четвърто място през 1950. Това е вторият подред изцяло европейски финал и ще отбележи първият път, когато европейски отбор печели титлата извън Европа. Испания ще защитава трофея си на Световното първенство през 2014, което ще се проведе в Бразилия. Главният съдия е Хауърд Уеб, който представлява Футболната асоциация на Англия. Това е първият световен шампион, който започва първенството със загуба (15-1-3).

## Предистория

### Финалисти
Преди този мач, Нидерландия и Испания не са се срещали на главните етапи на Световното първенство или Европейското първенство – двата главни турнира за европейски отбори. Като цяло двата отбора са се срещали общо девет пъти след 1920 г., като и двата отбора са спечелили 4 мача, или в приятелски мачове, или в квалификации за Европейското първенство и веднъж на Летните олимпийски игри през 1920 г.

### Факти
Това е първият финал след 1978, когато Аржентина побеждават Нидерландия, в който и двата отбора не са печелили Световното първенство дотогава. Това е първият финал, в който не играе Бразилия, Италия, Германия или Аржентина; тези отбори са историческите топ четири за финали на Световното първенство.
За първи път в историята на Световните първенства, нито един от финалистите на Световното първенство през 2006 не достига фазата на директни елиминации. Шампиона Италия и вицешампиона Франция завършиха последни в група F и група A съответно. Това е вторият подред финал, в който не участват Германия или Бразилия и третият път от 1954 насам, като другият път е през 1978.
С два финалиста от Европа, това ще е първият път, когато европейски отбор печели Световното първенство извън Европа. Това ще е десетата европейска титла, като така Европа ще изпревари Южна Америка, която има девет. Това е вторият подред изцяло европейски финал след този през 2006, което означава, че трофеят за втори път подред ще бъде спечелен от европейски отбор, което се случва за втори път в историята на Световните първенства, като предишният е през 1934 и 1938.
Това е финалът на световното първенство с най-много дадени жълти картони.

## Пътят към финала
Испания влиза на световното първенство през 2010 като шампиона на Европа и като носител на рекорда за последователни международни мачове без загуба, 35 мача без загуба в периода 2007 – 2009. Нидерландия влиза на световното първенство без да загубят нито един мач по време на квалификациите в тяхната група 9, като спечелиха осем мача от осем.
Веднъж достигнали до финалите в Южна Африка, Нидерландия продължиха към директните елиминации като победител в група E, с три победи от три мача срещу Дания, Япония и Камерун, като получиха само един гол. По време на директните елиминации, те победиха дебютанта на Световното първенство Словакия, петкратния световен шампион Бразилия и двукратния световен шампион Уругвай.
Испания се възстановиха след загубата от Швейцария в техния първи мач на световното, като успяха да победят Хондурас и Чили, завършвайки на първо място в групата си, с по-добра голова разлика от Чили. В директните елиминации те победиха пиренейските си съседи Португалия, за първи път достигналите четвъртфинал Парагвай и трикратния световен шампион Германия. Полуфиналът бе същият мач като финала на Евро 2008 и отново Испания победи Германия, които до този момент бяха отбора с най-много голове на първенството.
В шестте мача и двата отбора играха в Южна Африка, за да достигнат до финала, Нидерландия вкараха общо 12 гола и получиха 5, докато Испания вкараха 7 и получиха 2. Достигнали до финала Уесли Снейдер от Нидерландия и Давид Вия от Испания са голмайстори с по 5 гола; Арен Робен от Нидерландия, с два гола, е единственият друг играч в отборите на финалистите с повече от един гол в турнира.
| Отбор       | М | П | Р | З | ВГ | ДГ | ГР | Т |
| ----------- | - | - | - | - | -- | -- | -- | - |
| Нидерландия | 3 | 3 | 0 | 0 | 5  | 1  | +4 | 9 |
| Япония      | 3 | 2 | 0 | 1 | 4  | 2  | +2 | 6 |
| Дания       | 3 | 1 | 0 | 2 | 3  | 6  | −3 | 3 |
| Камерун     | 3 | 0 | 0 | 3 | 2  | 5  | −3 | 0 |

| Отбор     | М | П | Р | З | ВГ | ДГ | ГР | Т |
| --------- | - | - | - | - | -- | -- | -- | - |
| Испания   | 3 | 2 | 0 | 1 | 4  | 2  | +2 | 6 |
| Чили      | 3 | 2 | 0 | 1 | 3  | 2  | +1 | 6 |
| Швейцария | 3 | 1 | 1 | 1 | 1  | 1  | 0  | 4 |
| Хондурас  | 3 | 0 | 1 | 2 | 0  | 3  | −3 | 1 |

## Топка
Златна версия на топката Джабулани, наречена Джо'булани, е обявена като топката за финала на Световното първенство. Това е втората топка създадена за Световно първенство, като другата е Тиймгайст Берлин за Световното първенство по футбол през 2006.

## Състави
Всички освен трима от състава на Испания играят за испански клубове; другите трима играят в Англия. Състава на Нидерландия е от играчи от пет различни европейски страни, като само осем са от Нидерландия; шест играят в Германия, пет в Англия, двама в Италия и един в Испания.

## Съдии
Главният съдия за мача е Хауърд Уеб, представляващ Футболната асоциация на Англия. Негови асистенти ще са англичаните Дарън Кан и Майк Мъларкий. Уеб е първият англичанин, който е съдия на финал на Световното първенство откакто Джак Тейлър свири на финала през 1974 между Нидерландия и Западна Германия.
Бивш полицай от Родъръм, 38-годишният Уеб е един от съдиите във Висшата лига от 2003 насам. Той се присъедини към съдиите на ФИФА през 2005 и преди Световното първенство, той бе съдия на финала на Шампионската лига 2009/10 и на финала на ФА Къп 2008/09.
От Световното първенство 2010, Уеб е свирил на три игри, като и на трите негови асистенти са КАн и Мъларкий. В груповата фаза, той съдииства на мачовете Испания – Швейцария и Словакия – Италия и на мача Бразилия – Чили в осминафиналите. В тези три мача, той не показа нито веднъж червен картон и нито веднъж не обяви дузпа, но бе вторият съдия с най-много жълти картони в турнира, средно 5.67 картона на мач.

## Детайли
| 11 юли 2010 21:30 |

| Нидерландия | 0 – 1 (пр) | Испания      |
| ----------- | ---------- | ------------ |
|             | Доклад     | Иниеста 116' |

| Сокър Сити Йоханесбург 84 490 зрители Съдия: Хауърд Уеб |

| Нидерландия | Испания |

| НИДЕРЛАНДИЯ:     |    |                            |           |      |
|                  |    |                            |           |      |
| ВР               | 1  | Маартен Стекеленбург       |           |      |
| ДБ               | 2  | Грегъри ван дер Вил        | 111'      |      |
| ЦЗ               | 3  | Джон Хейтинга              | 57', 109' |      |
| ЦЗ               | 4  | Йорис Матисен              | 117'      |      |
| ЛБ               | 5  | Джовани ван Бронкхорст (к) | 54'       | 105' |
| ЦП               | 6  | Марк ван Бомел             | 22'       |      |
| ЦП               | 8  | Найджъл де Йонг            | 28'       | 99'  |
| ДК               | 11 | Арен Робен                 | 84'       |      |
| ЛК               | 7  | Дирк Койт                  |           | 71'  |
| ОП               | 10 | Уесли Снейдер              |           |      |
| ЦН               | 9  | Робин ван Перси            | 15'       |      |
| Смени:           |    |                            |           |      |
| ПЗ               | 17 | Елеро Елия                 |           | 71'  |
| ПЗ               | 23 | Рафаел ван дер Ваарт (к2)  |           | 99'  |
| ЗТ               | 15 | Едсон Браафхайд            |           | 105' |
| Мениджър:        |    |                            |           |      |
| Берт ван Марвайк |    |                            |           |      |

| ИСПАНИЯ:          |    |                 |        |      |
|                   |    |                 |        |      |
| ВР                | 1  | Икер Касияс (к) |        |      |
| ДБ                | 15 | Серхио Рамос    | 23'    |      |
| ЦЗ                | 3  | Жерар Пике      |        |      |
| ЦЗ                | 5  | Карлес Пуйол    | 16'    |      |
| ЛБ                | 11 | Хуан Капдевиля  | 67'    |      |
| ЦП                | 14 | Шаби Алонсо     |        | 87'  |
| ЦП                | 16 | Серхио Бускетс  |        |      |
| ОП                | 8  | Шави            | 120+1' |      |
| ПН                | 6  | Андрес Иниеста  | 118'   |      |
| ПН                | 18 | Педро           |        | 60'  |
| ЦН                | 7  | Давид Вия       |        | 106' |
| Смени:            |    |                 |        |      |
| ПЗ                | 22 | Хесус Навас     |        | 60'  |
| ПЗ                | 10 | Сеск Фабрегас   |        | 87'  |
| НД                | 9  | Фернандо Торес  |        | 106' |
| Мениджър:         |    |                 |        |      |
| Висенте дел Боске |    |                 |        |      |

| Мъж на мача: Андрес Иниеста Асистент съдии: Дарън Кан Майк Мъларкий Четвърти съдия: Юичи Нишимура Пети съдия: Тору Сагара |

### Статистика
Средна
|                                   | Нидерландия | Испания |
| --------------------------------- | ----------- | ------- |
| Голове                            | 0           | 1       |
| Общо удари                        | 13          | 18      |
| Удари във вратата                 | 5           | 8       |
| Притежание на топката             | 43%         | 57%     |
| Корнери                           | 6           | 8       |
| Фалове                            | 28          | 18      |
| Засади                            | 7           | 6       |
| Жълти картони                     | 8           | 5       |
| Втори жълт картон и червен картон | 1           | 0       |
| Червени картони                   | 0           | 0       |

- FIFA.com – Нидерландия – Испания
- FIFA.com – Мач 64 – Финал 11 юли – Статистика